# ESPN
ESPN（娛樂與體育節目電視網，一般簡稱）是一間24小時專門播放體育節目的美國有線電視聯播網。最初也播放娛樂節目，後來全力發展體育節目。該企業由斯科特·拉斯穆森與其父比尔·拉斯穆森創立，並於1979年9月7日開播，當時的主席兼執行長是切特·西蒙斯。現任主席為George Bodenheimer（1998年11月19日至現在）。畢業於丹尼森大學，亦從2003年3月3日起兼任ABC体育的主席。其著名節目世界體育中心從首播至2002年8月25日止共播出25,000集。主要播送的節目都在康乃狄克州布里斯托攝影棚作業，辦公室設在夏洛特、舊金山和洛杉磯（2009年啟用）。及國際在美國9000萬家庭和全球147個國家可以收看。的公司名稱由1985年2月開始由“娱乐与体育节目网”縮短為，亞洲版在2013年1月28日改名為FOX體育台（中國大陸地區除外）。
和美國三大電視網之一的ABC同屬迪士尼公司所有，因此的體育轉播也冠以ESPN on ABC的名稱播出。

## 歷史
ESPN啟播時的定位是以播放標准電視新聞和體育資訊為主。由於最初營運規模細小，所以只能經常播放非正統的體育節目，如世界最強壯男士選舉，和美國不知名的國際體育盛事，如澳式足球賽事和短暫的美國美式足球聯盟（USFL），去吸引賽事。在1987年，ESPN得到了在星期日晚上播放NFL的合約，這份合約是ESPN發展史中由小型電視網絡到大型電視帝國的轉捩點，一個創作狂熱體育文化的基本條件。ESPN在2006年開始改在星期一晚上播放NFL賽事。
ESPN最初由格蒂石油公司（由德士購得）和纳比斯科所擁有。在1984年，整個ESPN網絡和經營權由ABC（美國廣播公司，後在1996年成為華特迪士尼的一部分）（80%）和Heasst公司（20%）所擁有。
在2004年，ESPN在康涅狄格布里斯托成立高清電視中心。大部份電視節目，包括世界體育中心（SportsCenter），今日棒球，NFL直播，校園賽事日等和其他ESPN播放的賽事都開始以高清標准放送。ESPN以高清標准播放的首个節目是2003年3月開始的周日晚閒棒球（Sunday Night Baseball），一次以德州遊騎兵和洛杉磯天使為主題的節目。第一次由數碼中心放出的節目則是在美國東岸時間2004年6月7日晚上11時由琳达·科恩和Race Davis主持的世界體育中心。

## 音樂方面
ESPN在音樂方面曾經有几年有自己的概念，可是早期只使用原創音樂。其旗艦節目體育中心的最初音樂概念為「Pulstar」，一種听起來活躍的電子音樂，这在Vangelis于1976年出版的的專輯《Albedo 0.39》中可以找到。當有棒球、英式足球、美式足球等動畫出現時就會播放和從中心向電視螢幕周邊擴展。

## 流行文化方面
ESPN自成立之初就已成為了流行文化的一部份。它的名稱現在已在電視和電影經過媒體廣泛使用，很多有體育項目的電視都采用ESPN的報導或節目。很多不常看體育節目的人也認識ESPN。這可能與諷刺不同ESPN營運頻道的數目有關，以下有些例子：
- 在電影鐵男躲避球中，播放躲避球錦標賽的是ESPN8（"The Ocho"）：「如果它还是一项体育运动，我们已经找到了！」（事實上並沒有ESPN 8"）。2017年8月8日當天，ESPNU為了致敬該台詞的精神，改名為ESPN8一天，並且轉播另類的運動比賽。此後每年的8月都有類似的活動（2018年起改由ESPN2改名）。

- 在電視"主持人：传说中的罗恩·勃艮第"的DVD特別版中，有一個諷刺的部份，包含對虛构人物新聞報導員"罗恩·勃艮第（由Will Ferrell所演）的訪問"關於1979年在ESPN的工作。

## ESPN的商業投資
ESPN的商業投資包括ESPN.com（1995開始營運至今）、ESPN杂志（1998開始營運至今）、ESPN体育杂志（2005開始營運至今）、ESPN书籍（營運至今）、ESPN的区（1998開始營運至今）、ESPN的奖项（1993開始營運至今）、移动ESPN（2006開始營運至今）、ESPN整合（2006開始營運至今）。

## ESPN網絡（美國）
ESPN在美國營運了一系列的頻道，包括：

### 電視
- ESPN，1979開始營運至今，24小時體育頻道，每年播出超過5100小時直播或原創電視節目，2001年啟用高畫質版本——ESPN HD；
- ESPN2，1993開始營運至今，為美國除ESPN外第二大24小時體育頻道，作為ESPN的分流頻道，99%可收看ESPN的家庭選擇同時選擇收看ESPN2的節目，每年播出超過5000小時直播或原創電視節目，2005年啟用高畫質版本——ESPN2 HD；
- ESPNEWS，1996開始營運至今，24小時體育新聞頻道，通過屏幕下方滾動字幕方式更新各賽事的實時比分情況，擁有眾多節目對重大體育賽事進行深度報道及評析，2008年啟用高畫質版本；
- ESPN Classic，1997開始營運至今，24小時體育頻道，旨在播出歷史上的精彩體育賽事；
- ESPNU，2005年3月開始營運至今，營運首年直播出超過400場體育賽事，同時播出相關新聞及深度報道節目，為大學賽事的專屬頻道，2008年啟用高畫質版本；
- ESPN Deportes，2004開始營運至今，ESPN的西班牙語版本頻道，2011年啟用高畫質版本；
- ESPN Plus，又稱ESPN Regional Television，ESPN於地方的賽事電視網；
  - Longhorn Network，2011年開始營運，與德州大學奧斯汀分校合作的體育頻道；
  - SEC Network，2014年開始營運，前身是2009年SEC Network2013年更名SEC TV，起先只提供當地各電視台聯播，2014年起獨立出一個新頻道並改回原名，為NCAA東南聯盟的專屬頻道；
- ESPN PPV，1999年以ESPN Extra的名義開始營運，2001年改為現名；於各大隨選視訊系統提供Pay per view的服務；
- ESPN on ABC，ESPN於同母公司的美國廣播公司（ABC）電視網製作轉播的體育賽事及節目品牌。

### 廣播電台
- ESPN广播，1992開始營運至今；
- ESPN Deportes Radio，2005開始營運至今；ESPN的西班牙語版本電台。

### 網路
- WatchESPN，2010年以ESPN Networks的名義開始營運，2011年改為現名；ESPN於網路上的播放平台；
  - ESPN3，2005年開始營運，起初以ESPN360.com的名義開始營運網路影音，後併入2010年成立的ESPN Networks，成為其專有的網路頻道，部分時段與其他姊妹頻道聯播。
- ESPN+，2018年開始營運，於各OTT平台的ESPN app提供針對ESPN+的獨家內容，如賽事、原創節目等。ESPN+在美國以外地區由Disney+（全球）或Star+（拉丁美洲）代替播出旗下內容。

## ESPN在亞洲

ESPN亞洲截圖（标语：世界體育領導者）

亞洲地區，在1990年代以前，ESPN即已陸續與各國頻道有零星的授權合作關係；1992年4月起亞洲台開播。除日本與韓國外由ESPN STAR Sports經營ESPN及衛視體育台，ESPN 卫视体育台為星空傳媒有限公司和ESPN各占一半成立的公司，香港、台灣、東南亞等地區的觀眾均可以收看ESPN及衛視體育台。ESPN卫视体育台專注於足球、籃球、高爾夫球、網球、一級方程式賽車、TNA美式摔角和板球等各項較受亞洲觀眾歡迎的體育節目。ESPN HD在台灣的中華電信MOD有上架播出。
在香港播出時，同樣被廣東內的廣州有線及廣東有線盜取並直接播放，到00年代开始，原有頻道陆续被兩線的體育頻道（即广东体育频道、广州竞赛频道）取代。
在中国大陆地区，1990年代后期至2000年代初期，部分地方有线电视台（以及有线电视台网分离后的部分地方台）会在其自办频道中转播ESPN卫视体育台的华语解说赛事（如英超、欧冠、NBA等），后来随着ESPN失去一系列体育赛事在中国大陆的版权，各地方台对ESPN赛事的转播方告一段落，ESPN的众多中文解说员及评论员（如詹俊、苏东、童可欣、李元魁、陈熙荣等）也纷纷回流中国大陆。ESPN还曾在2009年还与青海卫视合作打造“壹体育”品牌全天直播ESPN赛事，半年后被广电总局叫停封杀。目前在中國大陸地區，原ESPN中国频道已更名为卫视体育2台，可以在三星級以上賓館以及部分外國人居住區播出，实际上播出的是FOX体育台的节目，只是由于法律限制而依然维持原来的名称。
隨著ESPN把持有的ESPN STAR Sports所有股份售予新聞集團，ESPN正式退出亞洲，其在亞洲的ESPN頻道也已經陸續更名。
2016年，ESPN與索尼影視娛樂於印度合資設立新的體育頻道Sony ESPN，服務範圍為印度及南亞地區。已於2020年3月30日停播。
2017年，ESPN和菲律賓的TV5合作，並使TV5旗下的運動節目部門Sports5改名為ESPN 5。2020年3月8日結束合作並改名One Sports。

## 延伸閱讀
- Vogan, Travis. . University of Illinois Press. 2015. ISBN 978-0-252-03976-8.

## 外部連結
- 官方网站
- ESPN電視網絡（页面存档备份，存于）
- ESPN中文官方站（页面存档备份，存于）（ESPN与腾讯合作开办的页面）